# Michael Kraus
Michael Kraus (ur. 28 września 1983 roku w Göppingen) – niemiecki piłkarz ręczny, reprezentant kraju. Gra na pozycji środkowego rozgrywającego. W 2007 roku zdobył złoty medal mistrzostw świata, a także został wybrany do Siódemki gwiazd, na pozycją środkowego rozgrywającego. W kadrze narodowej zadebiutował w 2005 roku. W reprezentacji Niemiec objął pozycję środkowego rozgrywającego po słynnym Markusie Bauerze. Słynie z szybkości i zwrotności. Jego zaletą jest również bardzo krótka reakcja rzutowa, potrafi trafić zza obrońcy. Próbował kariery modela, jest ulubieńcem niemieckich nastolatek.
W latach 2010–2013 występował w Bundeslidze, w drużynie HSV Hamburg. Od sezonu 2013/14 został ponownie zawodnikiem Frisch Auf Göppingen.

## Sukcesy

### klubowe
Puchar EHF:
- (2010)
- (2006)

Superpuchar Niemiec:
- (2010)

Mistrzostwa Niemiec:
- (2011)

Liga Mistrzów:
- (2013)
- (2011)

### reprezentacyjne
Mistrzostwa Świata:
- (2007)